# Dorfkirche Weitendorf (Laage)

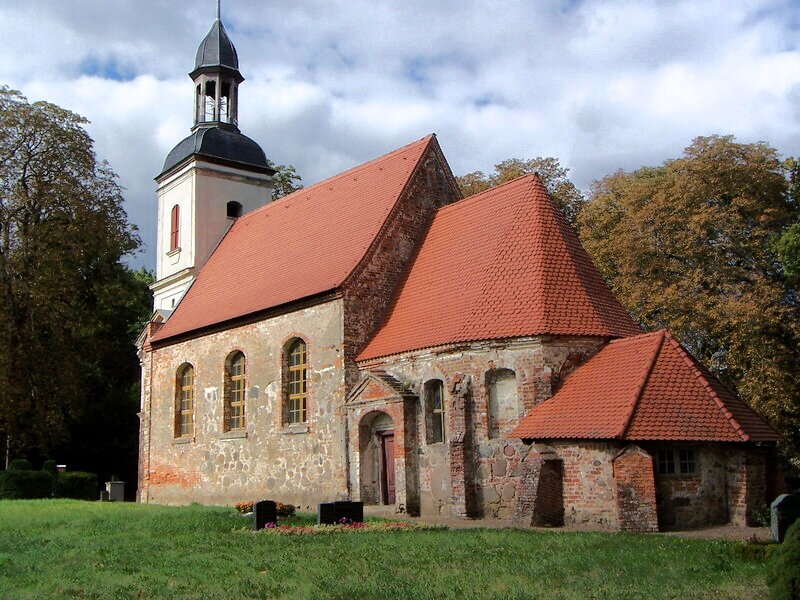
Dorfkirche Weitendorf (Laage)

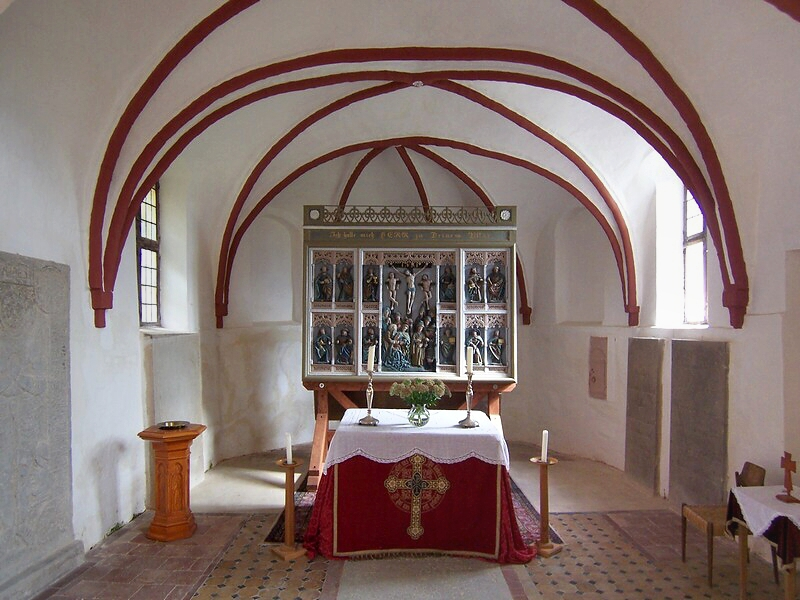
Altar

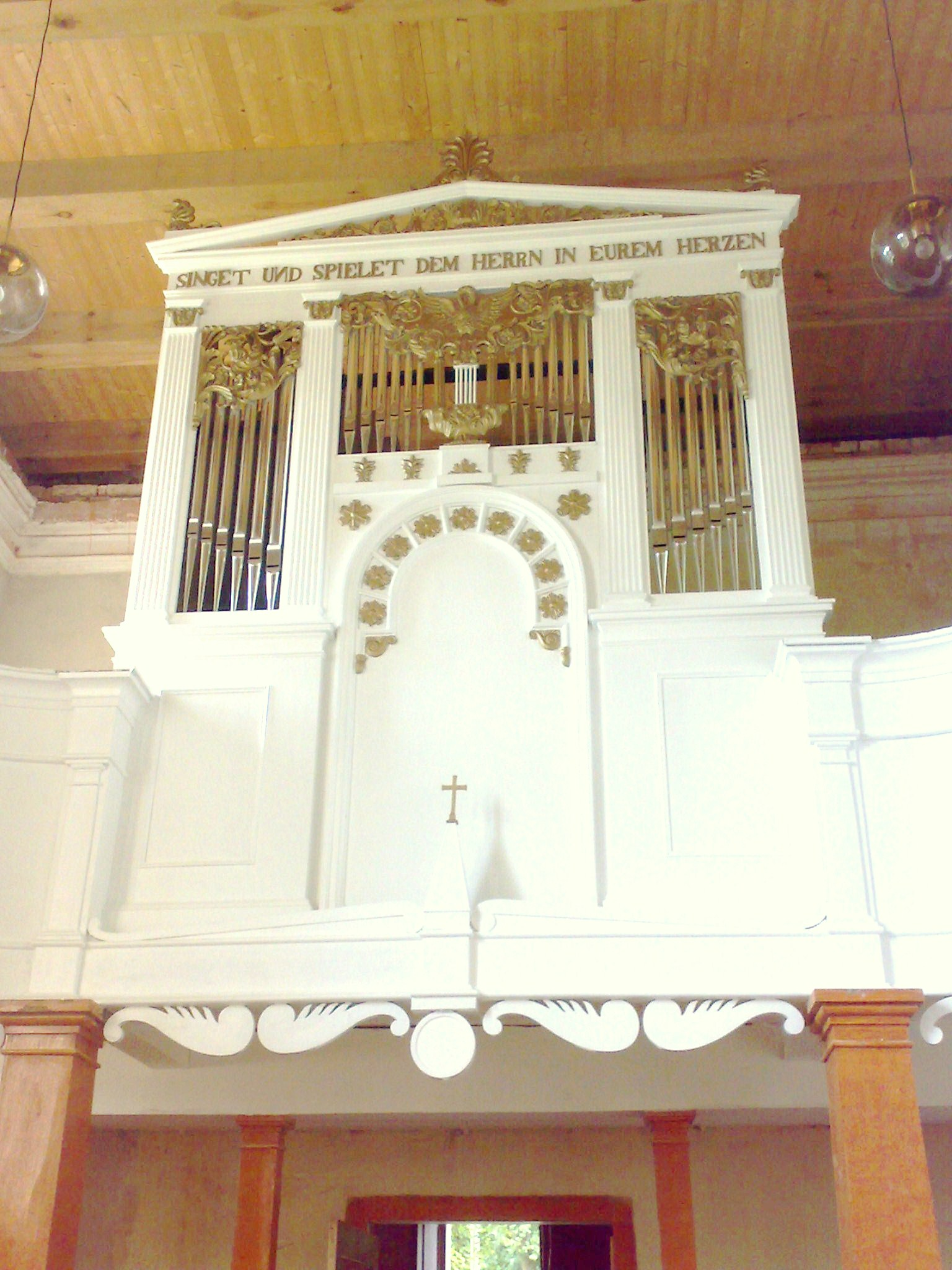
Orgel

Die evangelische Dorfkirche Weitendorf ist eine ursprünglich gotische, spätbarock umgebaute Kirche im Ortsteil Weitendorf von Laage im Landkreis Rostock in Mecklenburg-Vorpommern. Sie gehört zur Kirchgemeinde Laage in der Propstei Rostock im Kirchenkreis Rostock der Evangelisch-Lutherischen Kirche in Norddeutschland (Nordkirche).

## Geschichte und Architektur
Die Dorfkirche Weitendorf ist als Putzbau in rustikalem Mischmauerwerk ausgeführt. Sie besitzt einen eingezogenen, zweijochigen Chor vom Ende des 14. Jahrhunderts mit asymmetrischem, vierseitigem Ostschluss und schmalen Strebepfeilern, der mit Kreuzgewölben abgeschlossen und deutlich niedriger als das Kirchenschiff ist. Östlich schließt sich eine Sakristei als niedrige hufeisenförmige Apsis an, die durch ein Halbkuppelgewölbe mit aufgelegten Graten abgeschlossen wird. Die Datierung der Sakristei ist ungewiss, sie wird aber jünger als der Chor eingeschätzt. 
Das flachgedeckte Schiff mit Wandnischen unter den Fenstern aus dem 15. Jahrhundert ist durch einen stichbogigen Triumphbogen mit Putzquaderung vom Chor getrennt.
Bei einem spätbarocken Umbau am Ende des 18. Jahrhunderts wurde das Schiff verputzt, nach Westen verlängert und durch einen im Grundriss quadratischen Westturm mit geschweifter Haube und Laterne erweitert. Dabei wurden auch die Fenster auf die heutige stichbogige Form erweitert.
Bauschäden am Turm machten 1993 eine Restaurierung erforderlich, bei der eine neue Balkendecke eingebaut und eine Schwammsanierung durchgeführt wurde.

## Ausstattung
Ein Schnitzaltar aus der Zeit um 1500 bildet das Hauptstück der Ausstattung. Er zeigt im Schrein eine von je zwei Aposteln flankierte Kreuzigungsdarstellung und jeweils vier Apostel in zwei Reihen in den Flügeln.
Die Kanzel vermutlich vom Anfang des 16. Jahrhunderts am Triumphbogen zeigt am Korb Nischen mit vier Figuren und das Relief eines Schmerzensmanns am Fuß.
Ein großformatiges Gemälde mit der Darstellung des Weltgerichts stammt vom Anfang des 18. Jahrhunderts. Der Grabstein des Voltin von Vieregge († 1572) zeigt eine Relieffigur des Verstorbenen mit Wappen und Inschrift.
Zwei klassizistische Erbbegräbnisse sind auf dem Friedhof zu finden.
Eine Orgel mit klassizistischem Prospekt wurde um 1843 von Friedrich Wilhelm Winzer erbaut und besitzt fünf Register auf einem Manual und ein angehängtes Pedal. Sie steht auf einer schlichten Empore mit geschwungener Brüstung, in die der Prospekt integriert ist.
| Manual C–e3 |    |                         |
| Principal   | 8′ | C–dis1 Holz             |
| Hohlfloete  | 8′ | Holz, aus Dreveskirchen |
| Fugara      | 8′ | ab c1                   |
| Gedact      | 8′ | Holz, ab b2 Metall      |
| Octave      | 4′ |                         |

Pedal C–c1 fest angehängt